# Mirosława Niemczyk
Mirosława Niemczyk (ur. 7 czerwca 1962 w Gdańsku) – polska aktorka, zajmująca się głównie dubbingiem.

## Filmografia
- 2014: Przyjaciółki – sprzedawczyni w warzywniaku (odc. 41)
- 2014: Prawo Agaty – żona Wolińskiego (odc. 60 i 61)
- 2014: Komisarz Alex – lekarka (odc. 56)
- 2011: Los Numeros
- 2010: M jak miłość – sąsiadka Marszałków
- 2003: Na Wspólnej –
  - Matka,
  - Pacjentka
- 2002–2008: Samo życie – kierowniczka sklepu spożywczego w Borkach k. Spychowa na Mazurach
- 1988: Crimen

## Dubbing
- 1994–1998: Spider-Man –
  - Detektyw Terri Lee,
  - Marla Robertson
- 1995: Rob Roy
- 1997: Koty nie tańczą
- 1997: Pożyczalscy
- 1998: Kacper i Wendy – Jedna z czarownic
- 1999: Ed, Edd i Eddy – Mańka
- 2001: Tryumf pana Kleksa
- 2001: Och, baby
- 2001: Noddy – Diana
- 2001–2004: Samuraj Jack
- 2001–2007: Ach, ten Andy! – Freida Larkin (niektóre odcinki I serii)
- 2003: Medabots
- 2004: Klub Winx – Tecna (I seria)
- 2004: Dzwoń, dzwoń, dzwoń dzwoneczku – Mańka Ohydka
- 2004: Scooby-Doo 2: Potwory na gigancie
- 2005: Lusia
- 2005: Ed, Edd i Eddy – Mańka Ohydka
- 2006: Franklin i skarb jeziora –
  - Doktor Misiowa,
  - Orlica
- 2006: Tuli odkrywa świat sezon 3